# Vicente Rodríguez Martín
Vicente Rodríguez Martín (Valencia, 1875-1933) fue un arquitecto valenciano que se formó en Madrid y trabajó en Valencia.
Como arquitecto de la Diputación provincial de Valencia, formó parte de la comisión provincial de Monumentos y fue el autor de los pabellones de la Diputación, de Arquitectura y de Bellas Artes para las exposiciones regionales valencianas de 1909 y 1910. Asimismo realizó el Gran Casino, la fuente luminosa y el arco de entrada.
Entre sus obras realizadas en la ciudad de Valencia destacan también el Teatro Olympia (1915), La Equitativa, el Instituto Provincial de Sanidad, la Central Eléctrica de Nou Moles (1908), el Edificio Bernardo Gómez (1920), y las reformas de los edificios de la Generalidad y el Palacio de Justicia.

## Obras

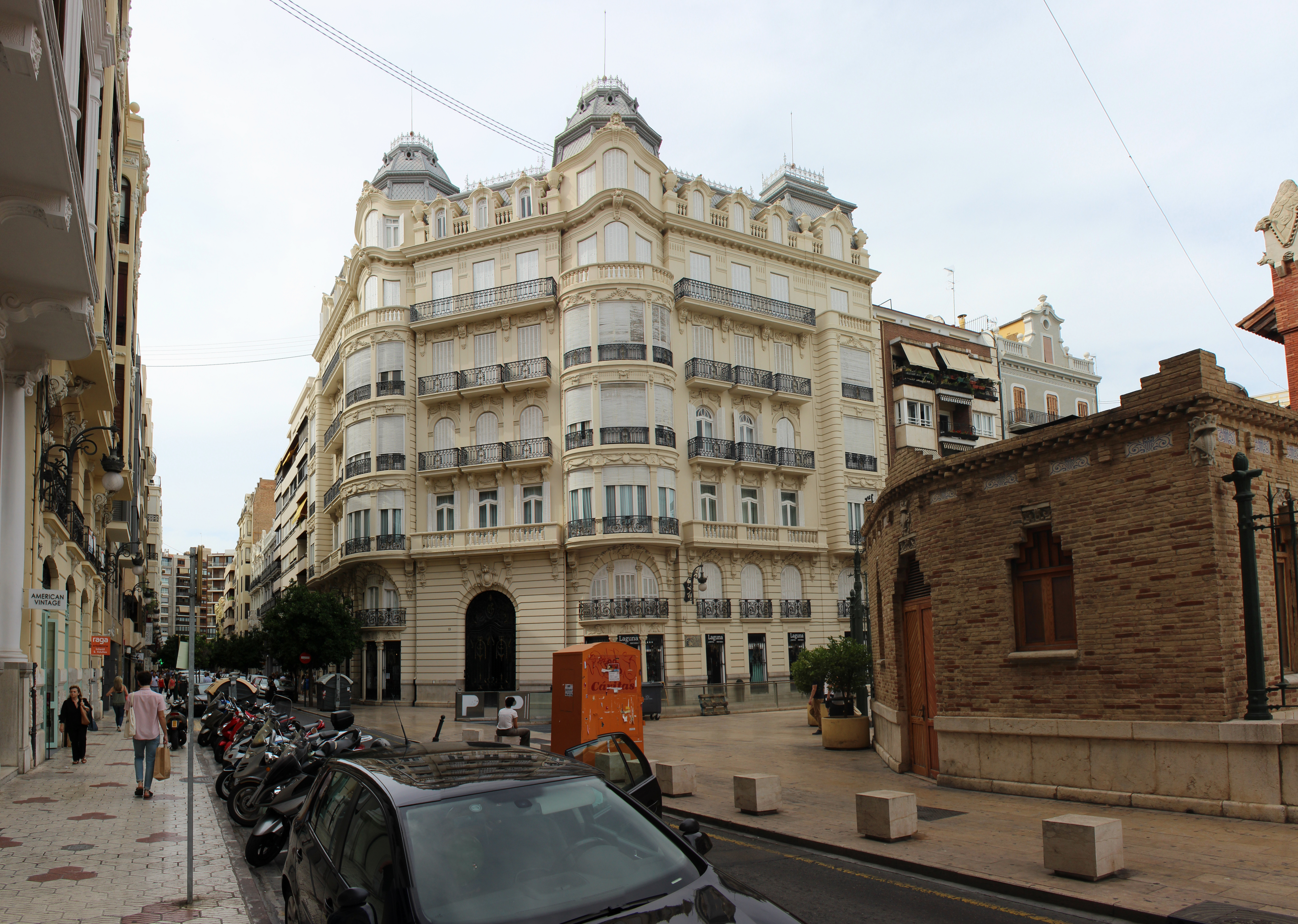
Edificio Bernardo Gómez (1920) de estilo francés

- Casa Jaime Ribelles en la C/ Cádiz de Valencia, (1906).
- Casa Rocher en la Gran Vía Marqués del Turia número 15, en Valencia (1907).
- Edificio Francisco Sancho en la Gran Vía Marqués del Turia con calle Russafa 29, en Valencia, (1907).
- Central Eléctrica de Nou Moles, (1908).
- Pabellones de la Diputación, de Arquitectura y de Bellas Artes para las exposiciones regionales valencianas de 1909 y 1910. Asimismo realizó el Gran Casino, la fuente luminosa y el arco de entrada.
- Instituto Provincial de Sanidad.
- Casa Tarín en la calle Pascual y Genís número 2, en Valencia, (1911).
- Teatro Olympia, (1915).
- Edificio Bernardo Gómez en la calle Jorge Juan número 19 con calle Martínez Ferrando, (1920).
- Edificio de La Equitativa en la plaza del Ayuntamiento, en Valencia, 1928.
- Reforma del edificio de la Generalidad.
- Reforma del edificio del Palacio de Justicia.
- Casa Lorenzo Martínez en la calle Sorní, en Valencia.
- Edificio Albacar, en la calle Grabador Esteve, en Valencia.

## Galería

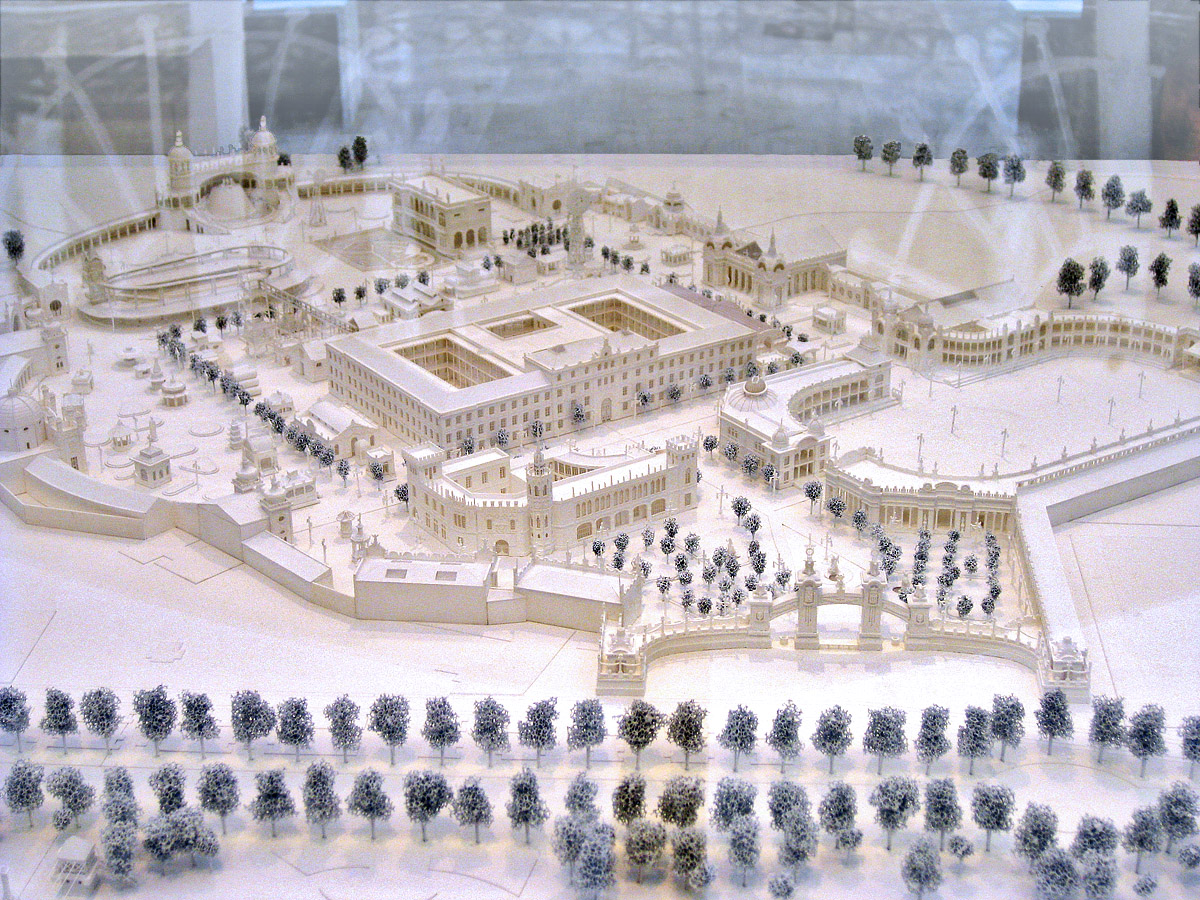
Maqueta de la Exposición Regional de Valencia 1909
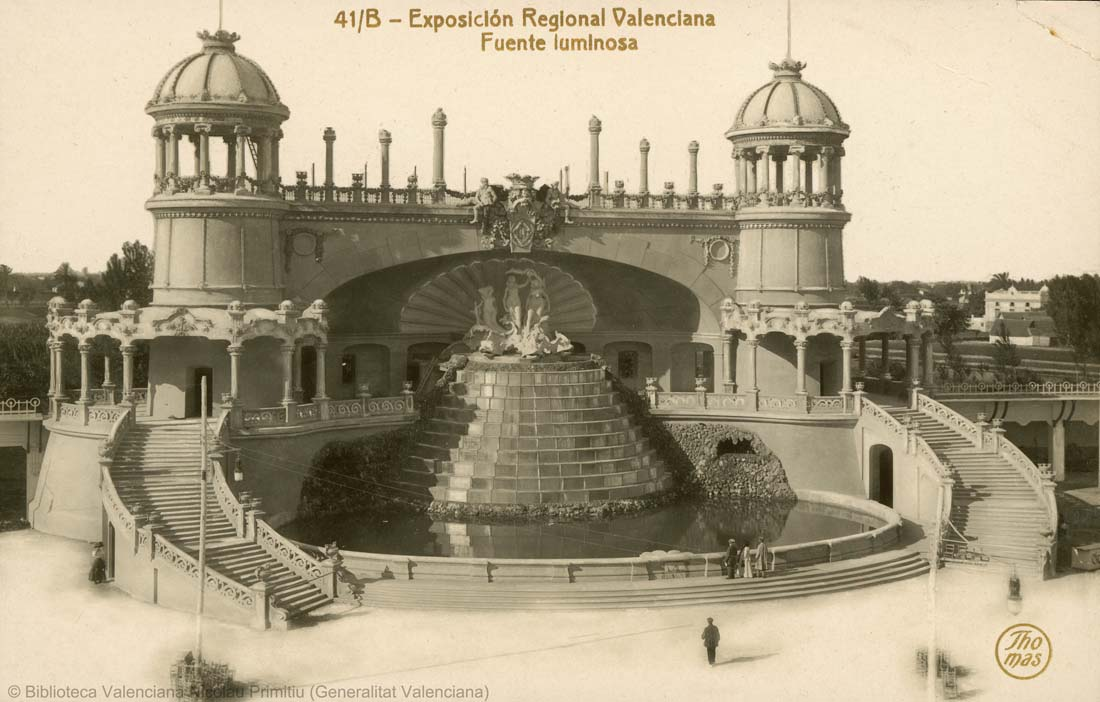
Fuente luminosa de la Exposición Regional de Valencia 1909
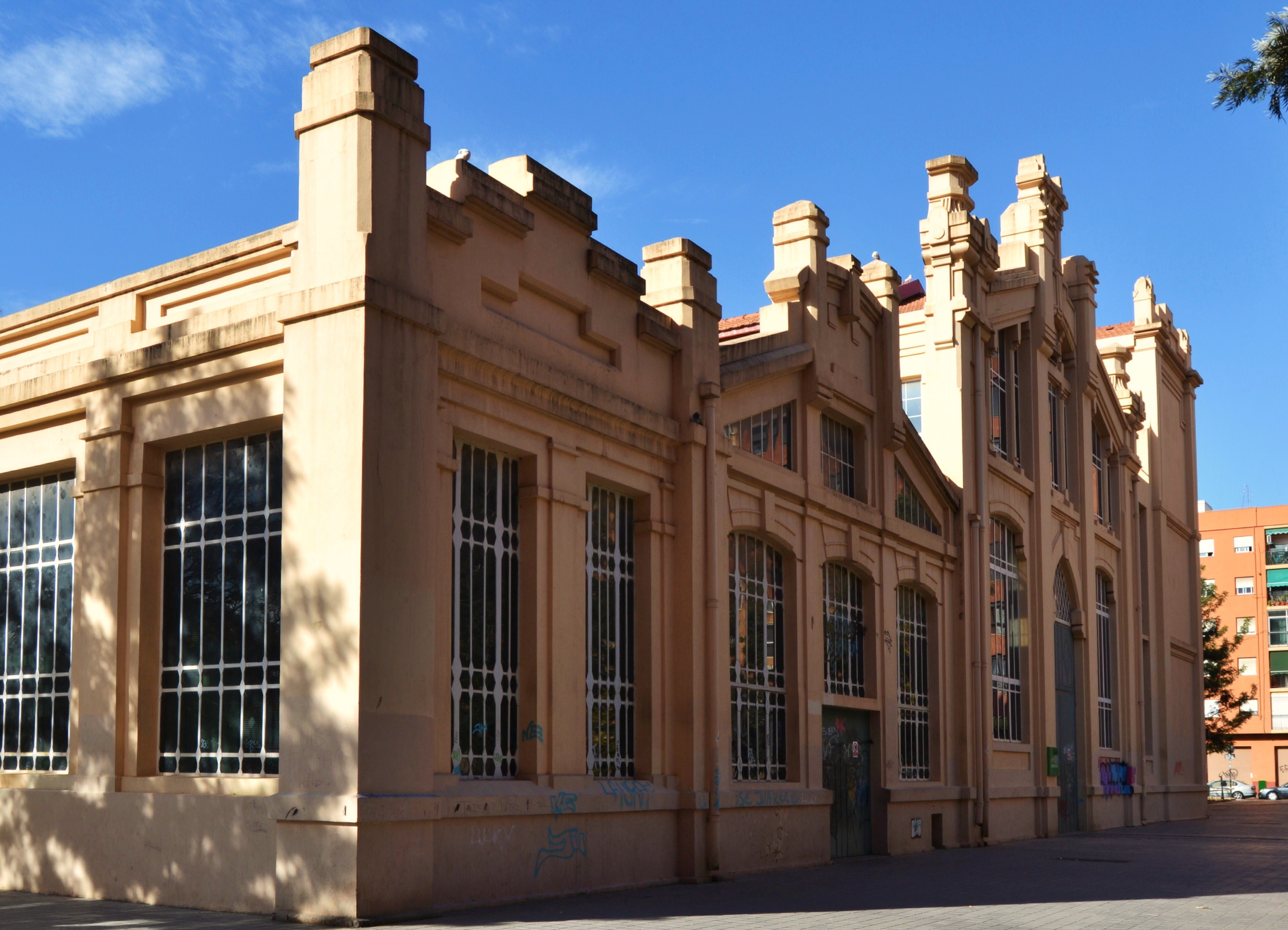
Central Eléctrica de Nou Moles, Valencia 39°28′18″N 0°23′39″O / 39.471540, -0.394114
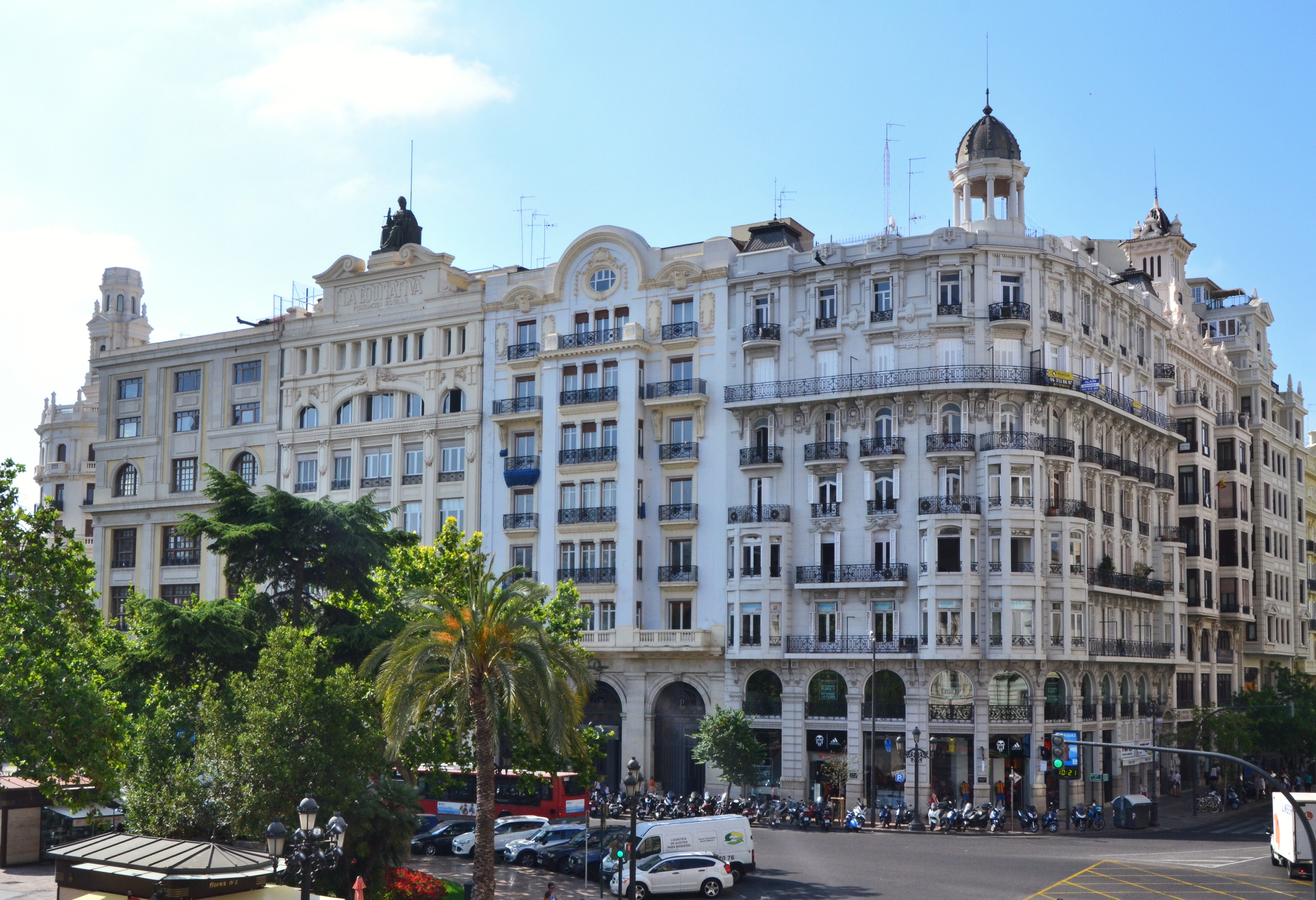
La Equitativa, plaza del Ayuntamiento 26, Valencia 39°28′09″N 0°22′34″O / 39.469068, -0.376148